# Buffalo buffalo Buffalo buffalo buffalo buffalo Buffalo buffalo
La frase Buffalo buffalo Buffalo buffalo buffalo buffalo Buffalo buffalo (literalmente: «Los búfalos de Búfalo que son molestados por búfalos de Búfalo molestan a búfalos de Búfalo») es una oración gramaticalmente válida en el inglés estadounidense.
Se utiliza como ejemplo de cómo se pueden combinar homónimos y homófonos para crear una oración complicada y ambigua. La oración fue empleada por primera vez en 1972 por William J. Rapaport, profesor de la Universidad de Búfalo.

## Funcionamiento

Diagrama.

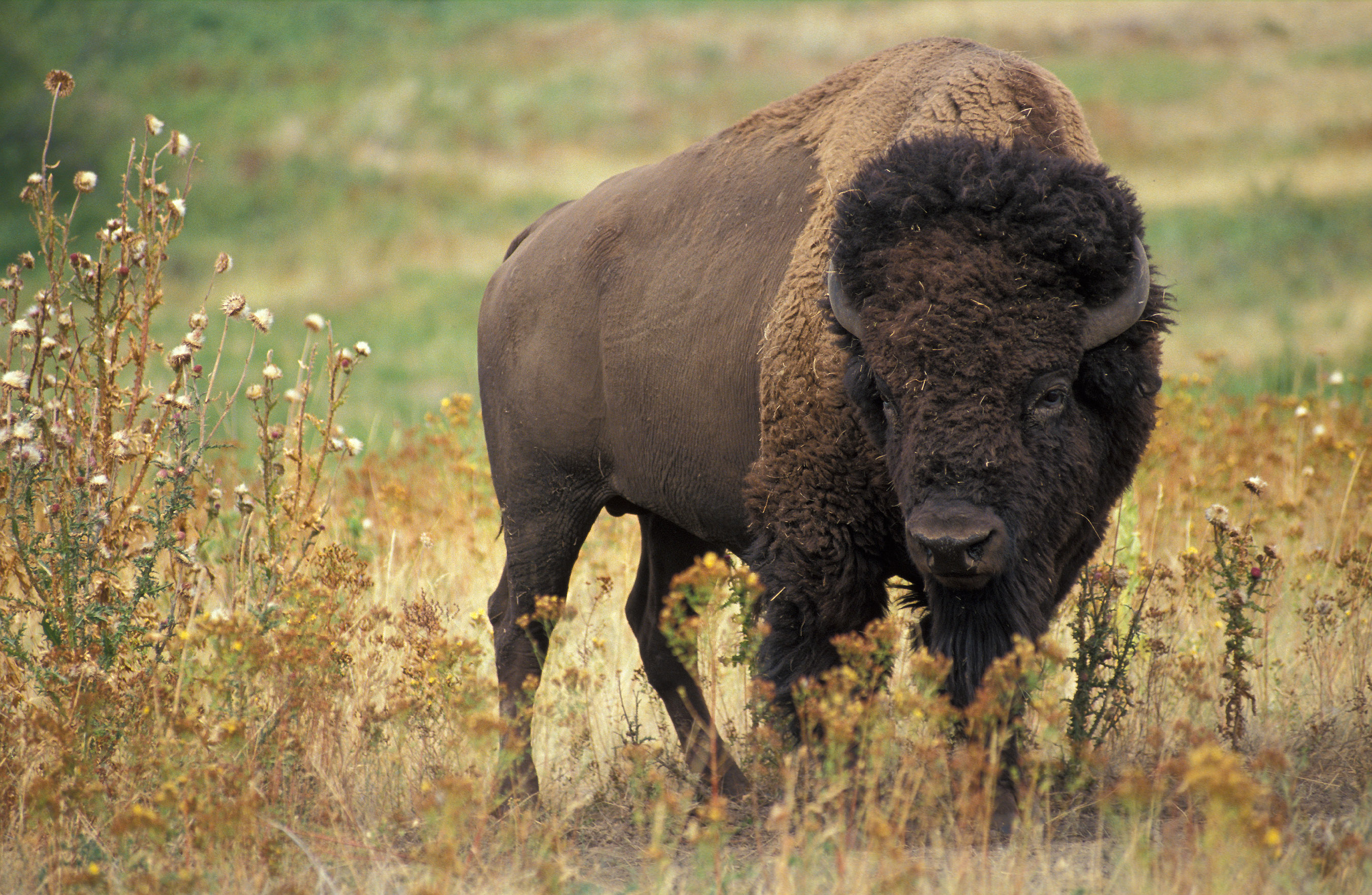
Bisonte, el cual es llamado búfalo.

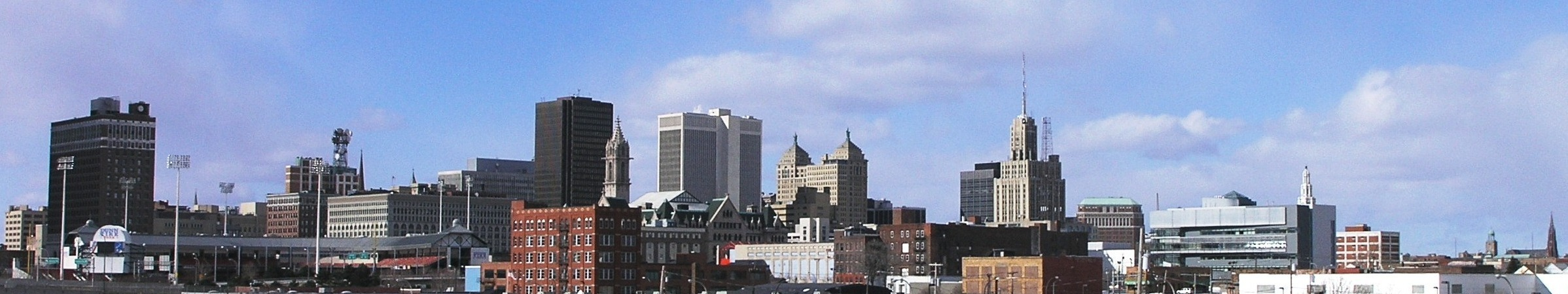
Búfalo, en Nueva York.

La oración en idioma inglés no lleva signos de puntuación y utiliza tres significados de la palabra "buffalo":
a. la ciudad de Búfalo, en Nueva York, que en este caso está seguida del nombre del animal (en idioma inglés "Buffalo buffalo" significa "búfalo de Búfalo").
n. el nombre del bisonte, o búfalo americano.
v. el verbo en inglés "buffalo", que literalmente significa "molestar, intimidar o confundir".
En este caso se obtiene:
Buffaloa buffalon Buffaloa buffalon buffalov buffalov Buffaloa buffalon.
Para que un angloparlante entienda mejor la frase, se puede sustituir "buffalo" en su forma sustantiva por "bisons" (bisontes) y "buffalo" en su forma verbal por "bully", para obtener:
Buffalo bisons Buffalo bisons bully bully Buffalo bisons.
Para un hispanohablante, no se requieren sustituciones, sino una traducción:
Buffalo bisons Buffalo bisons bully = "Los búfalos de Buffalo que son molestados por búfalos de Buffalo"
bully Buffalo bisons = molestan a búfalos de Búfalo

## En la cultura popular
- Una versión de la frase se usó para la canción "Buffalo" de Alt-J, la banda sonora de  Silver Linings Playbook.[2]